# 静冈大学工业短期大学部
静冈大学工业短期大学部（日语：／ Shizuoka Daigaku Kōgyō Tanki Daigakubu *），简称静大工短，是过去一所位于日本静冈县滨松市的国立短期大学。

## 概要

### 简介
- 短期大学为于1953年开办、招収男女学生到1994年、停办于1997年[1][2]。

### 历史
- 1953年 静冈大学工业短期大学部成立并同时设置两个学科、以下列举。
  - 机械工程学科第二部
  - 电机工程学科第二部
- 1959年 工业化学专业第二部成立。
- 1966年 电子工程学科第二部成立。
- 1973年 信息工程学科第二部成立。
- 1994年 最后一年招生[3]、次年停止招生（正式停办于1997年3月31日[2]）。

## 学校环境
- 校区：在了静冈县滨松市[注 1]

## 历任校长
- 永井卫：最后短期大学校长[4]。

## 组织

### 学科
- 机械工程学科第二部
- 电机工程学科第二部
- 工业化学科第二部
- 电子工程学科第二部
- 信息工程学科第二部

### 专科
| - 没有 |

### 业余课程
| - 没有 |

## 相关链接
- 日本短期大学列表
- 静冈大学法经短期大学部